# Парамонов, Михаил Семёнович
Михаил Семёнович Парамонов — советский хозяйственный и политический деятель, Герой Социалистического Труда.

## Биография
Родился в 1927 году в деревне Блознево. Член КПСС с 1949 года.
Окончил 7 классов, военнослужащий Советской Армии.
В 1949—1987 гг. — печатник офсетной печати Первой образцовой ордена Трудового Красного Знамени типографии имени А. А. Жданова Государственного комитета Совета Министров СССР по делам издательств, полиграфии и книжной торговли в городе Москве.
Указом Президиума Верховного Совета СССР от 24 апреля 1974 года за выдающиеся успехи в выполнении и перевыполнении планов 1973 года и принятых социалистических обязательств Парамонову Михаилу Семёновичу присвоено звание Героя Социалистического Труда с вручением ордена Ленина и золотой медали «Серп и Молот».
Кроме того, награждён первым орденом Ленина 6 июня 1966 года.
Делегат XXV съезда КПСС.
Умер в 2013 году в Москве. Похоронен в Москве на Хованском Западном кладбище.